# Conet (IT-Dienstleister)
Conet (Eigenschreibweise CONET) ist ein deutscher IT-Dienstleister, dessen Fokus auf IT-Beratung, Software-Entwicklung sowie Informations- und Kommunikationstechnologie in den Bereichen Consulting, Customer Experience, Data Intelligence, Managed Services, SAP und Software Development liegt. Der Konzern mit der Conet Technologies Holding GmbH als Muttergesellschaft erzielte im Geschäftsjahr 2023 mit rund 1900 Mitarbeitern an inzwischen zweiundzwanzig Standorten in Deutschland, Österreich, der Schweiz sowie in Kroatien und Spanien einen Umsatz von 258 Millionen Euro. Laut der Systemhausumfrage und dem zugehörigen Ranking der Fachmedien Computerwoche und den Branchenanalysten Lünendonk gehört Conet zu den 25 größten IT-Systemhäusern in Deutschland.

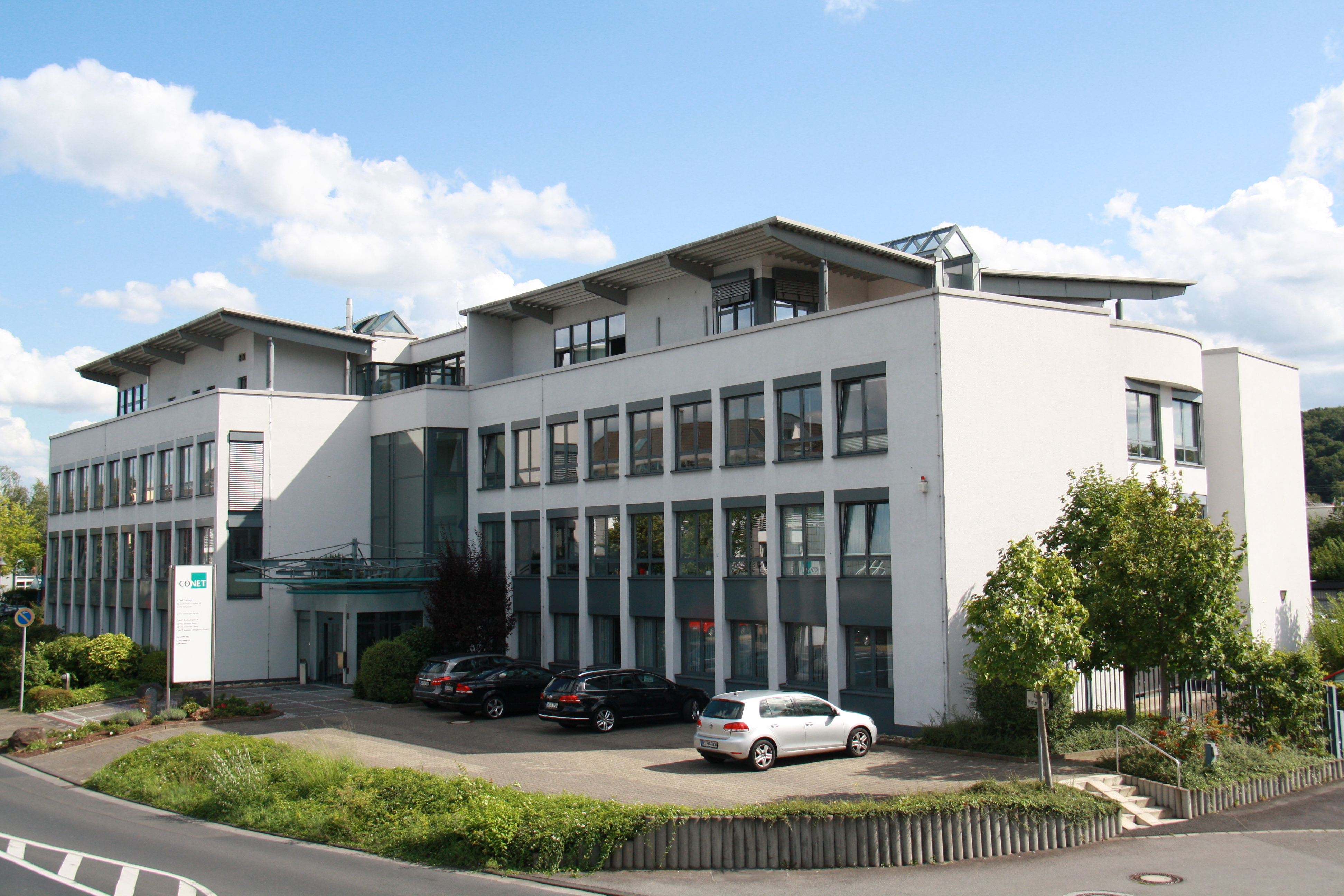
Ehemaliger CONET-Stammsitz in Hennef

## Geschichte
Die Ursprünge von Conet gehen auf die Gründung der CoNet Computer & Netzwerke GmbH 1987 in Euskirchen zurück. 1991 verlegte das Unternehmen seinen Sitz nach Hennef und erwirtschaftete 1992 erstmals mehr als 10 Millionen D-Mark. 1996 bezog Conet seinen Unternehmenssitz und erzielte nach der Gründung von Büros in Neubrandenburg, Berlin und Augsburg 2004 mehr als 30 Millionen Euro Umsatz. Mit der Formierung der CONET Technologies AG erhielt Conet eine Konzernstruktur unter einer zentralen Holdinggesellschaft, die von 2007 bis 2015 im Entry Standard der Börse Frankfurt gelistet war. 2016 übertraf die Unternehmensgruppe mit inzwischen acht Standorten erstmals die Umsatzmarke von 100 Millionen Euro. Seit 2018 sind auch die Niederkasseler ACT (inzwischen ebenfalls als Conet firmierend), seit 2019 die Düsseldorfer Babiel, seit 2020 die Münchener Procon IT und seit 2022 die ISB in Karlsruhe (inzwischen als Conet ISB firmierend) sowie die Schweizer emineo Mitglieder der Conet-Unternehmensgruppe. 2021 wurde beschlossen, den Firmensitz nach Bonn zu verlegen. Im Juni 2023 erfolgte der Umzug in den Büro-Tower im Bonner Stadtquartier Neuer Kanzlerplatz.
Im März 2024 wurde bekanntgegeben, dass Martin Wibbe als CEO zum 1. April 2024 die Nachfolge von Anke Höfer antreten wird.

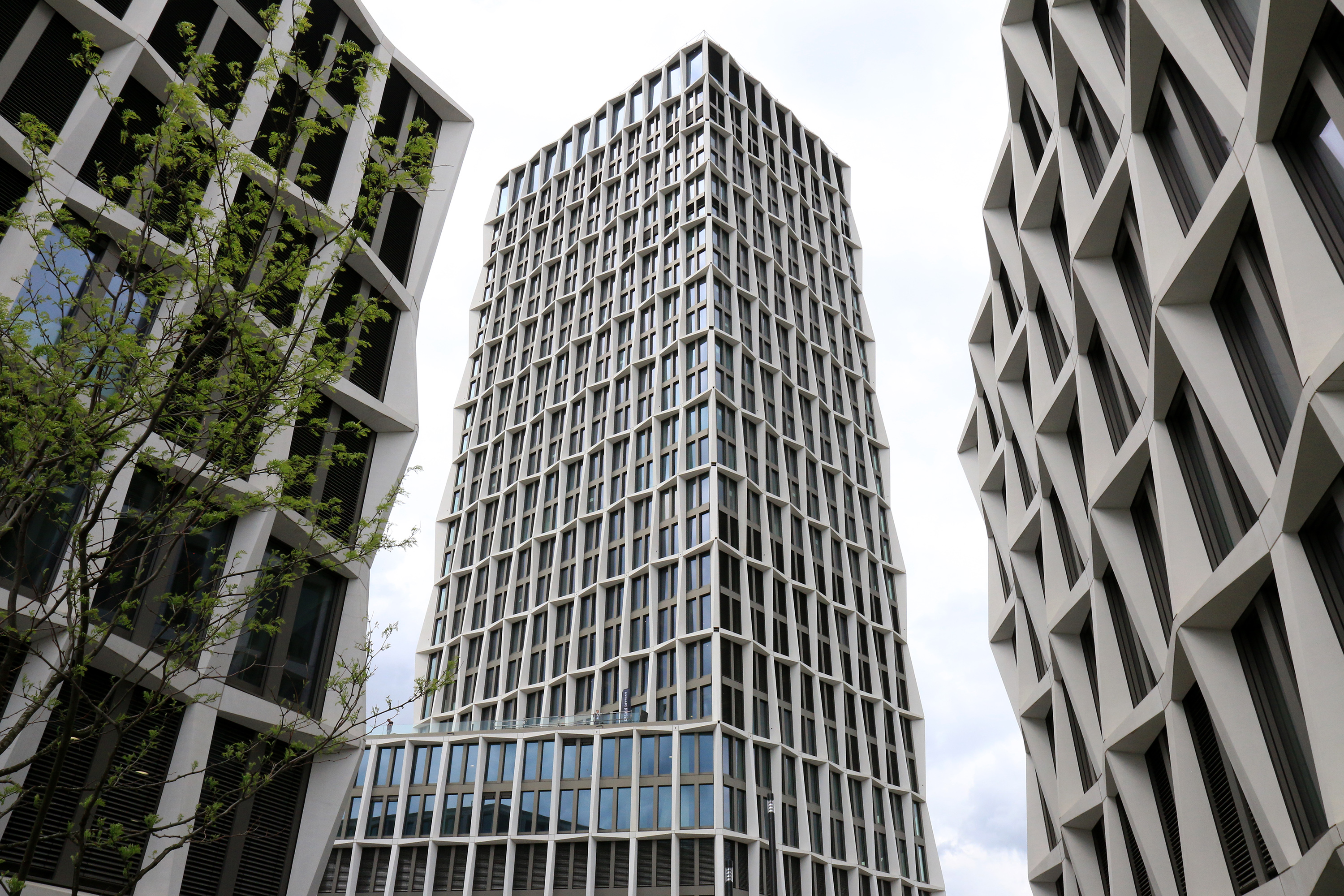
Seit 2023 hat CONET seinen Hauptsitz im Tower des Stadtquartier Neuer Kanzlerplatz in Bonn

 Im Februar 2025 gab das Unternehmen bekannt, dass Daniela Bünger seit dem 1. Februar 2025 CFO des IT-Beratungshauses ist.

## Struktur
Die Conet Technologies Holding GmbH ist die Holding-Gesellschaft der Conet-Unternehmensgruppe und koordiniert die zentralen Aufgaben in den Bereichen Personal, Kundengewinnung, Kommunikation, Beschaffung und Finanzwesen. Conet erbringt seine IT-bezogenen Beratungs-, Entwicklungs- und Service-Leistungen derzeit in den Tochtergesellschaften Conet Business Consultants GmbH, Conet Communications GmbH, Conet Hrvatska d.o.o., Conet ISB GmbH, Conet Services GmbH, Conet Solutions GmbH sowie der Babiel GmbH, der emineo AG und der Procon IT GmbH.

## Dienstleistungen
- SAP / Lösungen rund um die Produkte der SAP AG
- Infrastructure / Lösungen für die IT-Infrastruktur
- Communications / Kommunikationslösungen und Kommunikationstechnologie
- Software / Software-Entwicklung und -Einführung
- Consulting / IT-Beratung und Prozessberatung